# Adam Bogusław Fedorowicz
Adam Bogusław Fedorowicz-Jackowski herbu Oginiec (ur. 1853 lub 1854 w Krzeczowicach, zm. 28 października 1917 w Krakowie) – polski urzędnik.

## Życiorys
Wywodził się z rodu Fedorowiczów herbu Oginiec. Jego pradziadek Maciej i dziadek Florian przybierali przydomek Jackowski do nazwiska Fedorowicz, kontynuowany przez potomków. Urodził się w 1853 lub w 1854 w majątku rodzinnym w Krzeczowicach. Był synem Wincentego (1801-1863) i jego drugiej żony, Stanisławy z domu Sobolewskiej (córka Ludwika Sobolewskiego, senatora Rzeczypospolitej Krakowskiej). Miał rodzeństwo: Marię, Ludmiłę, Władysława (także urzędnik).
Ukończył C. K. Gimnazjum św. Anny w Krakowie. Studiował prawo na Uniwersytecie Jagiellońskim, potem w Bonn i Pradze, gdzie uzyskał stopień doktora praw. Mając w zamiarze objęcie rodzinnego majątku zdobywał wiedzę praktyczną w Czechach, po czym przez rok prowadził własne gospodarstwo rolne. Został właścicielem dóbr dziedzicznych, był właścicielem majątków rodzinnych Krzeczowice, Bóbrka, a także Krowica i Czestynia w powiecie cieszanowskim.
Nakłoniony przez hr. Agenora Gołuchowskiego zostawił pracę w majątku i przeszedł do służby rządowej. Został zatrudniony w C. K. Namiestnictwie we Lwowie, gdzie od około 1875 do około 1881 był praktykantem konceptowym, a od około 1881 do około 1882 koncepistą namiestnictwa. Około 1882/1883 już w randze komisarza powiatowego pracował w urzędzie starostwa c. k. powiatu lwowskiego, a od około 1883 w tym charakterze był przydzielony do C. K. Ministerstwa Spraw Wewnętrznych w Wiedniu.
Od około 1886 do 1901 sprawował urząd starosty c. k. powiatu rzeszowskiego, od około 1892 z tytułem i charakterem radcy namiestnictwa, a od około 1899 jako radca namiestnictwa, od początku 1900 z tytułem radcy dworu. Łącznie był starostą w Rzeszowie przez okres 15 wzgl. 16 lat. W tym okresie równolegle był przewodniczącym C. K. Rady Szkolnej Okręgowej w Rzeszowie. Jednocześnie od około 1889 do około 1902 był komisarzem rządowym w Kasie Oszczędności Miasta Rzeszowa.
Ze stanowiska starosty w Rzeszowie w listopadzie 1901 został mianowany rzeczywistym radcą dworu i powołany na stanowisko delegata krakowskiego Namiestnictwa w Krakowie. Opuścił Rzeszów 29 grudnia 1901 wyjeżdżając do Krakowa (następcą Adama Fedorowicza na stanowisku starosty rzeszowskiego od początku 1902 został jego brat Władysław). Od tego czasu piastował urząd kierownika urzędu starostwa c. k. powiatu krakowskiego, w tym równolegle z objęciem stanowiska starosty krakowskiego około 1911 Władysława Kowalikowskiego, zaś od około 1912 pracował z tytułem i charakterem wiceprezydenta Namiestnictwa. Podczas I wojny światowej, mimo zagrożenia inwazją rosyjską, pozostał w Krakowie i pozostał kierownikiem krakowskiego starostwa do końca życia. W okresie swojego urzędowania był przewodniczącym C. K. Rady Szkolnej Okręgowej w Krakowie (od około 1913 zamiejskiej).
W okresie swojej pracy zawodowej w Rzeszowie i w Krakowie udzielał się także w innej działalności, w tym sfery gospodarczej i charytatywnej. Od około 1888 do około 1905 był oddziału jarosławsko-łańcuckiego C. K. Galicyjskiego Towarzystwa Gospodarskiego. Od około 1900 co najmniej do 1914 był członkiem rady nadzorczej Galicyjskiego (Potem Galicyjsko-Bukowińskiego) Akcyjnego Towarzystwa Przemysłu Cukrowniczego w Przeworsku. Był wybierany prezesem Towarzystwa Rozwoju i Upiększania Miasta Rzeszowa 23 maja 1902 oraz 25 maja 1903 (wiceprezesem wybierany Jan Karol Całczyński). Od około 1902 co najmniej do 1914 był komisarzem rządowym Izby Handlowej i Przemysłowej w Krakowie. Od około 1902 do co najmniej 1914 jako delegat rządu był kuratorem Krajowej Średniej Szkoły w Czernihowie. Od około 1902 co najmniej do 1914 był przewodniczącym kuratorii Schroniska Fundacji księcia Aleksandra Lubomirskego w Krakowie.
Otrzymał tytuły honorowego obywatelstwa Rzeszowa (8 lipca 1896), honorowego obywatelstwa Strzyżowa (1899), honorowego obywatelstwa Tyczyna (około 1899). W październiku 1897 otrzymał tytuł c. k. podkomorzego.
Zmarł po ciężkiej chorobie 28 października 1917 w Krakowie w wieku 64 lat. Został pochowany w grobowcu rodzinnym na cmentarzu Rakowickim w Krakowie 30 października 1917 (kwatera Cb).

## Odznaczenia
- Krzyż Komandorski Orderu Leopolda (1916)[5][51]
- Krzyż Komandorski z Gwiazdą Orderu Franciszka Józefa (1910)[5][32][52]
- Krzyż Komandorski Orderu Franciszka Józefa (około 1903)[30]
- Order Korony Żelaznej III klasy (1896)[5][18][53]
- Oficerska Odznaka Honorowa Czerwonego Krzyża (1917)[54]
- Medal Jubileuszowy Pamiątkowy dla Cywilnych Funkcjonariuszów Państwowych (przed 1912)[33]
- Krzyż Jubileuszowy dla Cywilnych Funkcjonariuszów Państwowych (przed 1912)[33]
- Kawaler honorowy udzielny Zakonu Maltańskiego (pozwolenie cesarza z 1900[5][22][33][55], w zakonie od 1910, kawaler Honoru i Dewocji w Wielkim Przeoracie Czeskim[56])